# Polveroso
Polveroso é uma comuna francesa na região administrativa de Córsega, no departamento da Alta Córsega. Estende-se por uma área de 1,96 km². 